# Naomi Grossman
Naomi Grossman est une actrice et scénariste américaine née le 6 février 1975 connue pour son rôle de Pepper dans la série télévisée American Horror Story.

## Biographie
Naomi Grossman est née le 6 février 1975 à Denver, dans le Colorado. Elle est diplômée de l'université Northwestern de Chicago.

## Carrière
Naomi Grossman commence sa carrière en 1990 en interprétant des rôles secondaires au petit écran et en jouant dans des publicités. Elle apparaît notamment dans la série télévisée Sabrina, l'apprentie sorcière dans le rôle d'une cheerleader. 
En 2012, Naomi Grossman auditionne pour un rôle inconnu de la deuxième saison de la série télévisée d'anthologie American Horror Story intitulée Asylum. Elle est engagée pour le rôle de Pepper, une jeune femme microcéphale. Ce rôle l'oblige à se raser le crâne. 
En 2014, Naomi Grossman est de retour pour la quatrième saison intitulée Freak Show, reprenant son rôle de Pepper, faisant d'elle la première actrice à jouer le même rôle dans deux différentes saisons de la série horrifique.

## Filmographie

### Cinéma
- 2000 : Marisa, Where Art Thou? : Wendy (court-métrage)
- 2005 : Over the Shoulder : fille gothique (court-métrage)
- 2007 : Bubbles : Mama (court-métrage)
- 2007 : Wacky Spoof Commercials : jeune fille bancaire (court-métrage)
- 2008 : Yes : Bonnie (court-métrage)
- 2008 : Men at Work : une femme
- 2009 : Represant : Shania (court-métrage)
- 2009 : Table for Three : l'actrice
- 2009 : The Hollywood Housesitter : la serveuse (court-métrage)
- 2009 : My Boyfriend Is a Blimp : Suzy (court-métrage)
- 2009 : Jesus's Secretary : Mary (court-métrage)
- 2009 : Hot Yoga : Amani (court-métrage)
- 2009 : Food Poisoning : Naomi (court-métrage)
- 2009 : Burka Girls Gone Wild : inconnue
- 2010 : Random Chapters in the Life of Some Guy : la femme mariée (court-métrage)
- 2010 : Paradrunken Activity : Katie (court-métrage)
- 2011 : Chubduction : Hilary Q
- 2011 : Teat the Parents : la petite-amie (court-métrage)
- 2012 : Kev Jumba Dances with the Stars! : Dot
- 2012 : Touch My Junk : la voyageuse (court-métrage)
- 2013 : Bakersfield, Earth : inconnue (court-métrage)
- 2013 : #RIP : Bella Tiavas
- 2014 : Just Me and All of You : Katrina (court-métrage)
- 2015 : The Ones : la professeure de danse (post-production)
- 2015 : The Chair : la mère (pré-production)
- 2016 : Fear, Inc. : Cat

### Télévision
- 1990 : Father Dowling Mysteries : l'enfant de la confirmation (1 épisode)
- 1998 : Sabrina, l'apprentie sorcière : une cheerleader (1 épisode)
- 2007 : Destination Truth : la traductrice (3 épisodes)
- 2012 : FammGlamm : Gazelda (1 épisode)
- 2012-2013 : American Horror Story : Asylum : Pepper (rôle récurrent : 7 épisodes )
- 2014-2015 : American Horror Story : Freak Show : Pepper (rôle récurrent : 10 épisodes)
- 2018 : American Horror Story : Apocalypse : Samantha Crowe (2 épisodes)
- 2021 : American Horror Stories : Rabid Ruth (saison 1, épisode 3)